# Soutomaior
Soutomaior (Spanisch: Sotomayor) ist eine galicische Gemeinde in der Provinz Pontevedra im Nordwesten Spaniens mit 7.584 Einwohnern (Stand: 2024). 

## Geografie
Soutomaior grenzt im Nordwesten an Pontevedra (Ortsteil Puente-Sampayo); im Nordosten an Ponte Caldelas; im Osten an Fornelos de Montes; im Südosten an Pazos de Borbén und im Südwesten an Redondela. 

## Bevölkerungsentwicklung der Gemeinde
Legende: Sotomayor___Soutomaior

## Gemeindegliederung
Die Gemeinde Soutomaior ist in zwei Parroquias gegliedert:
| Parroquias | Patrozinium  | Einwohner 2024 | Fläche km² | Dichte Einw./km² | Höhe msnm | Ortskennzahl |
| ---------- | ------------ | -------------- | ---------- | ---------------- | --------- | ------------ |
| Arcade     | Santiago     | 5.336          | 3,49       | 1.529            | 17        | 36053010000  |
| Soutomaior | San Salvador | 2.267          | 21,49      | 105              | 108       | 36053020000  |

## Wirtschaft
| Ackerbau, Viehzucht und Fischerei                                                  | 0109  | 03,50  |
| Industrie                                                                          | 0582  | 018,71 |
| Bauwirtschaft                                                                      | 0219  | 07,04  |
| Dienstleistungsbetriebe                                                            | 2.200 | 070,74 |
| Total                                                                              | 3.110 | 100,00 |
| * Daten aus dem Statistischen Amt für Wirtschaftliche Entwicklung in Galicien, IGE |       |        |

## Sehenswürdigkeiten
Die Burg Soutomaior (galicisch: Castelo de Soutomaior, spanisch: Castillo de Soutomayor) ist eine mittelalterliche Burg in der Gemeinde. Im 12. Jahrhundert von Pedro Álvarez de Soutomaior erbaut, ist sie eine der wichtigsten Burgen in Südgalicien.